# Кыштовка
Кышто́вка — село, административный центр Кыштовского района Новосибирской области. Также является центром Кыштовского сельского поселения.

## Этимология
Название «Кыштовка» происходит от слова кыштау (тюрк.) — зимовье.

## География
Кыштовка расположена на реке Тара, в 600 километрах к северо-западу от Новосибирска, в 110 километрах к северу от Венгерово, в 165 километрах к северу от железнодорожной станции на Транссибирской магистрали Чаны и федеральной автомобильной дороги М-51 «Байкал». Поблизости расположены Васюганские болота.

## История
Кыштовка основана переселенцами из европейской части России. Впервые Кыштовка упоминается в 1730 году в рукописи описания земель иртышских татар. В 1870 году Кыштовка стала центром Кыштовской волости Каинского округа Томской губернии, а в 1922 году — центром Кыштовского района Томской губернии.

## Население и религия
| 1959  | 1970  | 1979  | 1989  | 2002  | 2007  | 2010  |
| ----- | ----- | ----- | ----- | ----- | ----- | ----- |
| 4171  | ↗5664 | ↗6034 | ↘6000 | ↘5798 | ↗5851 | ↘5282 |
| 2021  |       |       |       |       |       |       |
| ↘4974 |       |       |       |       |       |       |

В 2010 году по данным Всероссийской переписи населения в Кыштовке проживало 5282 жителя, из них 2480 мужчин (47 %), 2802 женщины (53 %).
Кыштовка — многонациональное село, в котором живут представители разных конфессий. В селе расположены две мечети и православная церковь.

## Транспорт
В 2006 году была открыта асфальтированная дорога «Кыштовка—Венгерово—Чаны» протяжённостью 165 километров, которая позволила наладить постоянное сообщение с железнодорожной станцией в Чанах и областным центром. С открытием дороги время в пути до Новосибирска сократилось до 9-10 часов.
В Кыштовке расположен аэропорт, из которого ранее выполнялись регулярные рейсы в аэропорт Северный города Новосибирска. С 2008 года аэропорт был передан в собственность ОАО «Томскнефть». С 2008 года налажено вертолётное сообщение с объектами этой компании. Пассажирских рейсов не выполняется.

## Экономика
- Маслодельный завод — ЗАО «Верх-Тарский».
- Пищекомбинат Кыштовского ПТПО.
- Кыштовское хлебопекарное предприятие.
- Мясоперерабатывающий завод — ООО «Лесная поляна».
- Лесхоз.
- Строительные предприятия.
- Газонефтеразведочная экспедиция[4][6][17].

## Архитектура и достопримечательности
- Краеведческий музей, открытый в 1990 году, расположен в центре села в доме купца Щеглова — объекте культурного наследия, построенном в 1895 году. Дом одноэтажный, построен из красного кирпича. Восточный фасад увенчан фронтоном, над арочными оконными проёмами сохранились кирпичные наличники. Из элементов орнамента примечательны ажурные водоприёмники на водосточных трубах, накладные кованые элементы на ставнях. Музей содержит более 2000 единиц хранения: старинные предметы быта жителей села, белорусские национальные инструменты и одежда, археологические и палеонтологические экспонаты, старые карты и фотографии. В феврале 2021 года завершился двухлетний ремонт здания музея, включающий его реставрацию[18]. Адрес — ул. Ленина, 37;
- Дом купца Бармина. Сейчас в нём расположена аптека;
- Памятник 4823 жителям Кыштовского района, не вернувшимся с Великой Отечественной войны;
- Дом купца Грибкова — одноэтажное деревянное здание, построенное в начале XX века. Памятник архитектуры регионального значения[19].
- Церковь, построенная в 1997 году.